# Benín en los Juegos Olímpicos de Londres 2012
Benín estuvo representado en los Juegos Olímpicos de Londres 2012 por cinco deportistas, cuatro hombres y una mujer, que compitieron en cuatro deportes.
El portador de la bandera en la ceremonia de apertura fue el yudoca Jacob Gnahoui. El equipo olímpico beninés no obtuvo ninguna medalla en estos Juegos.